# William O’Leary
William O’Leary (ur. 19 października 1957 w Chicago) – amerykański aktor. Odtwórca roli Marty’ego Taylora, młodszego brata Tima Taylora (Tim Allen) w sitcomie ABC Pan Złota Rączka (1994–1999).

## Życiorys
Urodził się w Chicago w stanie Illinois jako syn Eileen (z domu Carroll) O’Leary i Johna Arthura O’Leary’ego, prawnika i pracownika Federalnego Biura Śledczego. W 1976 ukończył Highland Park High School w Highland Park. Uzyskał dyplom aktorski na Uniwersytecie Stanowym Illinois w Normal, a w 1982 zdobył tytuł magistra sztuki w ramach programu szkolenia aktorów zawodowych na University of Washington. Podjął pracę jako wykładowca w studiu The Actor’s Path.
W 1982 zadebiutował na scenie A Contemporary Theatre w Seattle w stanie Waszyngton w roli Charliego Then w przedstawieniu Da. W 1985 wystąpił w roli Ariela w sztuce Williama Szekspira Burza w Hartford Stage Company w Hartford w Connecticut. W 1986 trafił na Broadway w roli Artiego w spektaklu Drodzy Synowie u boku Eda Harrisa i Anthony’ego Rappa. Zadebiutował na ekranie jako Andy w komedii romantycznej fantastycznonaukowej Ładne dziewczyny nie eksplodują (Nice Girls Don’t Explode, 1987) z Barbarą Harris.

## Filmografia

### Filmy
- 1987: Walker jako James Walker
- 1988: Byki z Durham (Bull Durham) jako Jimmy
- 1991: Hot Shots! jako podporucznik Pete Thompson
- 1993: Oblężenie Waco (In the Line of Duty: Ambush in Waco, TV) jako Adrian
- 1996: Projekt ALF (Project: ALF, TV) jako kapitan Rick Mullican
- 1996: Candyman II: Pożegnanie z ciałem (Candyman 2: Farewell to the Flesh) jako Ethan Tarrant
- 1997: Miejski obłęd (Mad City) jako młodszy producent wykonawczy stacji CTN #1
- 2003: Terminator 3: Bunt maszyn (Terminator 3: Rise of the Machines) jako pan Smith
- 2005: Miss Agent 2: Uzbrojona i urocza (Miss Congeniality 2: Armed and Fabulous) jako agent Jenkins

### Seriale
- 1987: Crime Story jako Donald
- 1988: Policjanci z Miami (Miami Vice) jako Scotty
- 1989: Matlock jako Paul McBride
- 1994–1999: Pan Złota Rączka (Home Improvement) jako Martin „Marty” Taylor
- 1995: Napisała: Morderstwo (Murder, She Wrote) jako Hank Duncan
- 1996: Napisała: Morderstwo (Murder, She Wrote) jako agent FBI Ed Crider
- 1999: Szpital Dobrej Nadziei (Chicago Hope) jako Pan Loey
- 2000: Z Archiwum X (The X-Files) jako mężczyzna na stacji benzynowej
- 2000: Bez pardonu (The District) jako Don Hardin
- 2001: Sabrina, nastoletnia czarownica (Sabrina, the Teenage Witch) jako policjant
- 2001: Nowojorscy gliniarze ( NYPD Blue) jako Roger Johansen
- 2002: Jordan w akcji (Crossing Jordan) jako detektyw z plaży w Wenecji
- 2002–2003: CSI: Kryminalne zagadki Miami (CSI: Miami) jako Stewart Otis
- 2003: American Dreams
- 2003: Wstrząsy (Tremors: The Series) jako George Meadows
- 2005: Wzór (NUMB3RS) jako Roland Haldane
- 2005: Prezydencki poker (The West Wing) jako zastępca ds. ryb i dzikiej przyrody
- 2005: Bez śladu (Without a Trace) jako Carey Chase
- 2006: Trzy na jednego (Big Love) jako Ronny
- 2009: Kamen Rider: Dragon Knight jako Xaviax
- 2009: 24 godziny (24) jako Sid Paulson
- 2011: Partnerki (Rizzoli & Isles) jako adwokat Worster
- 2011: Miłość w wielkim mieście (Love Bites) jako Ty
- 2016: Bosch jako Vincent Ackles
- 2017: Agenci NCIS: Los Angeles (NCIS: Los Angeles) jako Harry Zinetti
- 2017: Seal Team jako Mark Buckman
- 2019: Agenci NCIS (NCIS: Naval Criminal Investigative Service) jako szef Martin Freydano
- 2020: Shameless – Niepokorni jako sierżant Rucker